# Cousolre
Cousolre – miejscowość i gmina we Francji, w regionie Hauts-de-France, w departamencie Nord.
Według danych na rok 1990 gminę zamieszkiwało 2471 osób, a gęstość zaludnienia wynosiła 118 osób/km² (wśród 1549 gmin regionu Nord-Pas-de-Calais Cousolre plasuje się na 320. miejscu pod względem liczby ludności, natomiast pod względem powierzchni na miejscu 51.).

## Współpraca
Miejscowość partnerska:
- Montigny-le-Tilleul, Belgia